# András Schiff
András Schiff (ur. 21 grudnia 1953 w Budapeszcie) – węgierski i brytyjski pianista żydowskiego pochodzenia.

## Biografia
Urodzony w rodzinie żydowskiej. Studiował w Akademii Muzycznej im. F. Liszta w Budapeszcie oraz w Londynie u George'a Malcolma. Zwrócił na siebie uwagę jako laureat Międzynarodowego Konkursu Muzycznego im. Piotra Czajkowskiego w Moskwie (1974), Międzynarodowego Konkursu Pianistycznego w Leeds (1975) i konkursu im. Ferenca Liszta. Węgry opuścił w 1979 r.
Jest jednym z najbardziej poważanych interpreatatorów Johanna Sebastiana Bacha, Franza Schuberta oraz Wolfganga Amadeusa Mozarta. Nagrał wszystkie sonaty fortepianowe Beethovena, prowadząc o nich szereg wykładów. Zajmuje się również dyrygenturą. W 1999 utworzył własną orkiestrę kameralną – Cappella Andrea Barca.
W 1990 otrzymał nagrodę Grammy za nagranie suit angielskich Bacha. W marcu 1996 otrzymał najwyższe węgierskie odznaczenie – nagrodę Kossutha. W 1997 został laureatem prestiżowej duńskiej Nagrody Fundacji Muzycznej Léonie Sonning. W 2007 otrzymał nagrodę bachowską Royal Academy of Music. Mianowany honorowym profesorem akademii muzycznych w Budapeszcie, Detmold oraz Monachium, honorowym członkiem Royal Academy of Music oraz Special Supernumerary Fellow of Balliol College Uniwersytetu w Oksfordzie.  W 2011 roku został odznaczony orderem Pour le Mérite.
Jest obywatelem brytyjskim od 2001 roku. Jego żoną jest skrzypaczka Yūko Shiokawa.